# Satyananda-yoga
Satyananda-yoga is een yogaschool die werd opgericht door Swami Satyananda Saraswati. In India en internationaal staat de school nu onder leiding van Swami Niranjanananda Saraswati. De school heeft de hoofdvestiging in Munger in India en draagt in het herkomstland de naam Bihar School of Yoga.
De leer van Swami Satyananda legt de nadruk op integrale yoga, met een sterke nadruk op tantra Hiermee wordt niet de integrale yoga bedoeld van Sri Aurobindo. De integrale kijk op yoga van Satyananda-yoga heeft te maken met de verschillende traditionele yoga-uitvoeringen die in de loop van de eeuwen in India zijn ontwikkeld. Al deze methoden voor spirituele ontwikkeling hebben erkenning binnen de Satyananda-yoga.
Satyananda-yoga kent de volgende tantrische bestanddelen:
- Kundalini-yoga, in de traditionele leer, zoals uitgelegd door Swami Sivananda. Dit is de kundalini-yoga van de evolutionaire energie van het universum.[2] Dit onderscheidt zich bijvoorbeeld van de kundalini-yoga die wordt onderwezen door Harbhajan Singh Khalsa.
- Kriya-yoga, naar de tapas, svadhyaya en ishvarapranidhana.
- Mantra-yoga, de herhaling van heilige mantra's.
- Laya-yoga, de beoefening van een staat van opgaan in de lagere natuur door de hogere goddelijke spirituele krachten.
- De gevorderde stappen van de acht takken van yoga zoals opgeschreven in de Hatha yoga pradipika van Patanjali: pratyahara, dharana, dhyana and samadhi.